# Philippe Saint-André
Philippe Georges Saint-André (Romans-sur-Isère, 19 aprile 1967) è un ex rugbista a 15 e allenatore di rugby a 15 francese che, nel ruolo di tre quarti ala, militò nel Montferrand e successivamente nel campionato inglese nelle file del Gloucester; con la Nazionale francese, inoltre, raggiunse il terzo posto nella Coppa del Mondo 1995 in Sudafrica.
Intrapresa la carriera tecnica, allenò le inglesi Gloucester e Sale Sharks e, dal 2009 al 2011, il Tolone; tra il 2011 e il 2015 fu il C.T. della nazionale francese e, dal 2020, è tecnico del Montpellier

## Biografia
Nativo di Romans-sur-Isère (Rodano-Alpi), crebbe sportivamente nell'US Romains e a 21 anni debuttò in campionato maggiore nelle file del Montferrand; arrivò nel 1994 alla finale del campionato francese, sconfitto tuttavia dal Tolosa.
Nel 1996 si trasferì in Inghilterra al Gloucester, club nel quale terminò la sua carriera da giocatore e iniziò quella da allenatore.
Debuttò in Nazionale francese nel corso della Coppa FIRA 1989-90 ad Auch, contro la Romania; a giugno 1990 disputò il suo primo test match di alto livello, contro l'Australia.
Disputò anche le Coppe del Mondo del 1991 in Inghilterra (4 incontri, quarti di finale) e del 1995 in Sudafrica (6 incontri, terzo posto) e partecipò a sei edizioni consecutive del Cinque Nazioni, dal 1991 al 1996, vincendo quella del 1993.
Furono in totale 69 gli incontri internazionali di Saint-André, di cui 32 da capitano, inclusi quelli del tour del 1994, in cui la Francia batté due volte in altrettanti test match la Nuova Zelanda.
Divenuto allenatore, prese la conduzione tecnica del Gloucester, squadra che diresse per un biennio portandolo a primeggiare nella classifica finale della English Premiership, perdendo tuttavia la finale per il titolo.
Dal 2002 al 2005 allenò il Bourgoin-Jallieu e dal 2005 fu di nuovo in Inghilterra, al Sale Sharks.
Nella sua prima stagione al Sale riportò la vittoria finale in Premiership, sconfiggendo a Twickenham il Leicester.
Il 4 dicembre 2008 annunciò la cessazione del suo incarico al termine della stagione sportiva 2008-2009, per poi assumere quello di tecnico del Tolone in Top 14 dalla stagione successiva.
Ad agosto 2011 Saint-André fu designato commissario tecnico della nazionale francese in luogo di Marc Lièvremont che aveva annunciato le sue dimissioni al termine della Coppa del Mondo di rugby 2011; in tale veste accompagnò la squadra fino alla Coppa del Mondo di rugby 2015

## Palmarès

### Allenatore
- Premiership: 1
Sale Sharks: 2005-06
- Challenge Cup: 2
Sale Sharks: 2004-05
Montpellier: 2020-21
- Campionati francesi: 1
Montpellier: 2021-22